# Kostermansinda magna
Kostermansinda magna är en svampart som först beskrevs av Karel Bernard Boedijn, och fick sitt nu gällande namn av Rifai 1968. Kostermansinda magna ingår i släktet Kostermansinda, divisionen sporsäcksvampar och riket svampar.   Inga underarter finns listade i Catalogue of Life.